# Сайкай (Нагасакі)

Сайка́й (яп. 西海市, さいかいし, МФА: [sai̯kai̯ ɕi̥]?) — місто в Японії, в префектурі Нагасакі.     Отримало статус міста 2005 року. Площа становить 241,95 км². Станом на 1 серпня 2011 року населення складало 30 821  осіб, густота населення — 127 осіб/км².     

## Історія
Сайкай отримала статус міста 1 квітня 2005 року.